# Bumetopia brevicornis
Bumetopia brevicornis är en skalbaggsart som beskrevs av Makihara 1978. Bumetopia brevicornis ingår i släktet Bumetopia och familjen långhorningar. Inga underarter finns listade.